# نیو هیون (کنتاکی)
نیو هیون (به انگلیسی: New Haven) شهری در ایالت کنتاکی کشور ایالات متحده آمریکا است که جمعیت آن در سرشماری سال ۲۰۱۰ میلادی، ۸۵۵ نفر بوده‌است.